# Адрада-де-Пірон
Адрада-де-Пірон (ісп. Adrada de Pirón) — муніципалітет в Іспанії, у складі автономної спільноти Кастилія-і-Леон, у провінції Сеговія. Населення — 47 осіб (2010).
Муніципалітет розташований на відстані близько 75 км на північ від Мадрида, 12 км на північний схід від Сеговії.

## Демографія
Динаміка населення (INE ):